# Camino de Suárez

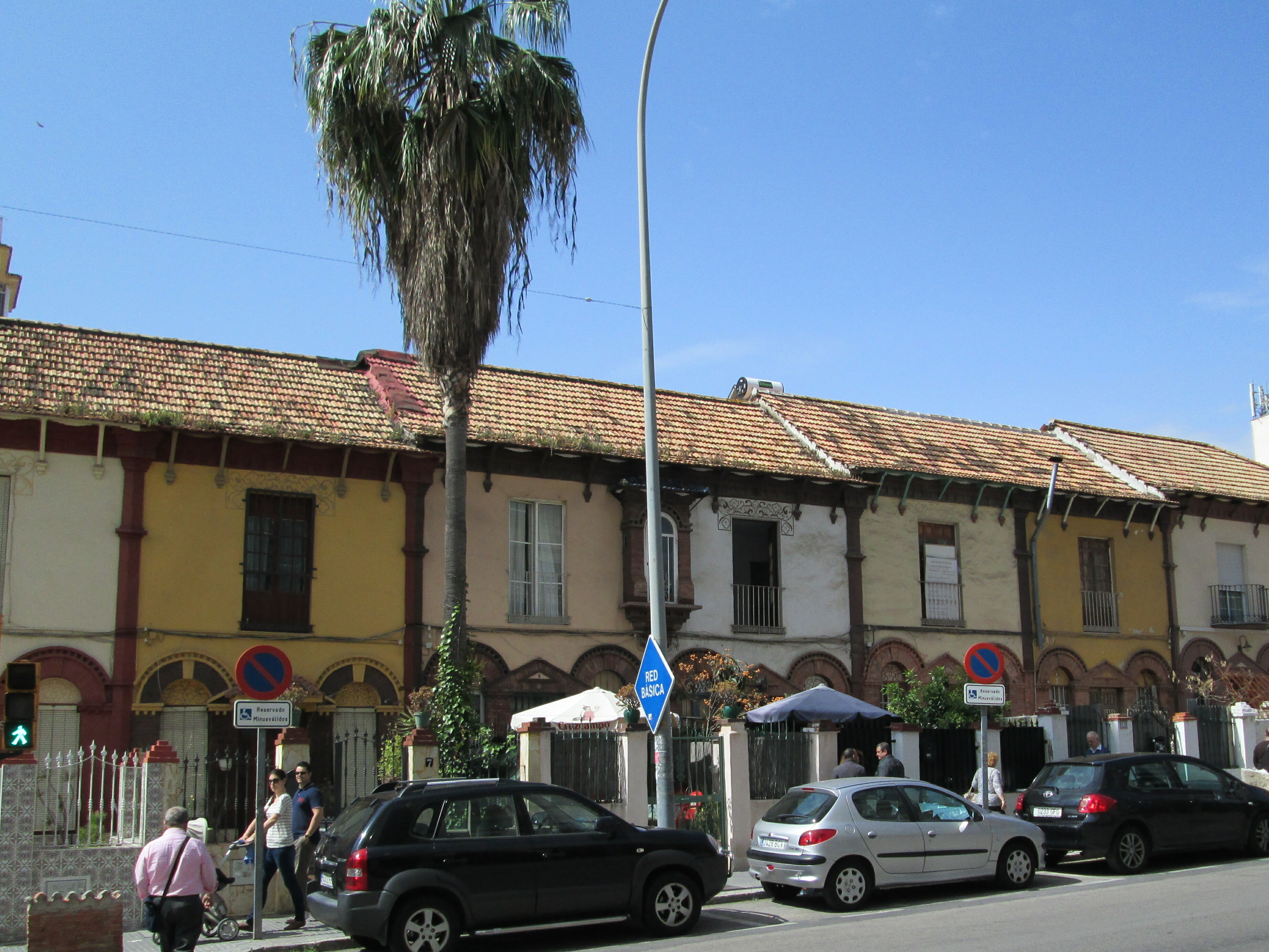

Camino de Suárez est un quartier appartenant au district Bailén-Miraflores de la ville andalouse de Malaga, en Espagne. Il est limité au nord par le quartier de La Bresca ; à l'est par le quartier de La Trinidad ; à l'ouest par Suárez ; et au sud par Haza del Campillo.
Le nom du quartier, ainsi que celui des quartiers de Suárez et Granja Suárez, ne provient pas du nom Suárez, mais de « Swerts », nom d'une famille d'origine belge qui s'est établie dans la zone au XVIIe siècle pour se consacrer à l'élevage de chèvres et de vaches. Au XIXe siècle, le nom fut changé en « Suárez » car les hispanophones avaient des difficultés à prononcer « Swerts ».

## Transports
En bus, ce quartier reste communiqué à travers les suivantes lignes de l'EMT : 
| Ligne | Trajet                           | Parcours | Fréquence     |
| ----- | -------------------------------- | -------- | ------------- |
| C1    | Circular 1                       | Parcours | 12 minutes    |
| C2    | Circular 2                       | Parcours | 11-12 minutes |
| 6     | Alameda Principal - La Milagrosa | Parcours | 50 minutes    |
| 15    | La Virreina - Santa Paula        | Parcours | 11-12 minutes |
| N2    | Plaza de la Marina - Circular    | Parcours | 50-55 minutes |